# الأمير فرديناند، دوق مونتبنسير
أمير فرديناند، دوق مونتبنسير (بالفرنسية: Ferdinand d'Orléans) (و. 1884 – 1924 م) هو مستكشف، وعسكري، وكاتب، من فرنسا، توفي عن عمر يناهز 40 عاماً.

## جوائز
حصل على جوائز منها:
- وسام جوقة الشرف.